# Yosef Hayim Yerushalmi
Yosef Hayim Yerushalmi (* 20. Mai 1932 in New York; † 8. Dezember 2009 in New York) war ein US-amerikanischer Historiker. Er war Professor für jüdische Geschichte an der Columbia University und an der Harvard University.

## Leben
Yosef H. Yerushalmi, als Sohn russischer Einwanderer in der Bronx geboren, studierte in New York an der Yeshiva University und am Jewish Theological Seminary und wurde 1957 zum Rabbiner ordiniert. 1966 promovierte er an der Columbia University über den spanischen Philosophen und Physiker Isaac Fernando Cardoso. 1966 bis 1980 lehrte er als Jacob E. Safra Professor of Jewish History and Sephardic Civilization an der Harvard University. Seit 1980 war er als Nachfolger von Salo W. Baron Professor of Jewish History, Culture and Society und Direktor des Center for Israel and Jewish Studies an der Columbia University in New York. Von 1987 bis 1991 war er Präsident des Leo Baeck Institutes in New York.
Yosef Hayim Yerushalmi starb am 8. Dezember 2009 in seiner Geburtsstadt New York.

## Wissenschaftliche Arbeit
Yerushalmis Arbeiten umspannen ein weites Gebiet von der Geschichte der sephardischen Juden seit ihrer Vertreibung von der Iberischen Halbinsel über jüdischen Messianismus und die Tradition des deutschsprachigen Judentums bis zu Sigmund Freuds Auseinandersetzung mit der Religion.
In seinem Buchessay Zachor: Erinnere Dich! Jüdische Geschichte und jüdisches Gedächtnis (englisch 1982, deutsch 1988) setzte sich Yerushalmi mit dem Spannungsverhältnis zwischen jüdischer Erinnerungskultur und objektiver Geschichtsschreibung auseinander.
Yosef Hayim Yerushalmi, einer der bedeutendsten jüdischen Historiker seiner Generation, erhielt für seine wissenschaftliche Arbeit zahlreiche Preise und Auszeichnungen: Er ist Ehrendoktor des Jewish Theological Seminary of America, des Hebrew Union College, der Universität Haifa, der Ludwig-Maximilians-Universität München sowie der École Pratique des Hautes Études, Paris. 1986 wurde er in die American Academy of Arts and Sciences gewählt. 2005 erhielt er den Dr.-Leopold-Lucas-Preis der Eberhard Karls Universität Tübingen.

## Publikationen (Auswahl)
Auf Deutsch:
- Israel, der unerwartete Staat. Messianismus, Sektierertum und die zionistische Revolution. Mohr Siebeck, Tübingen 2006.
- Spinoza und das Überleben des jüdischen Volkes. Lehrstuhl für Jüdische Geschichte und Kultur, Inst. für Neuere Geschichte, München 1999.
- Diener von Königen und nicht Diener von Dienern, Carl-Friedrich-von-Siemens-Stiftung München 1995.
- Ein Feld in Anatot – Versuche über jüdische Geschichte, Wagenbach, Berlin 1993.
- Freuds Moses – Endliches und unendliches Judentum, Wagenbach, Berlin 1993.
- Zachor: Erinnere Dich! Jüdische Geschichte und jüdisches Gedächtnis, Wagenbach, Berlin 1988.

Auf Englisch:
- Israel the Unexpected State: Messianism, Sectarianism, and the Zionist Revolution. Mohr Siebeck, Tübingen 2006.
- Servants of kings and not servants of servants : some aspects of the political history of the Jews, Tam Institute for Jewish Studies, Atlanta 2005.
- Freud's Moses: Judaism terminable and interminable, Yale Univ. Press, New Heaven 1992.
- Assimilation and racial anti-semitism: the Iberian and the German models, Leo Baeck Inst., New York 1992.
- Zakhor, Jewish history and Jewish memory, The Jewish Publ. Soc. of America, Philadelphia 1982. (diverse Neuauflagen)
- Re-education of Marranos in the seventeenth century, Judaic Studies Program University of Cincinnati, Cincinnati 1980.
- Lisbon massacre of 1506 and the royal image in the Shebet Yehudah, Hebrew Union College, Cincinnati 1980.
- Haggadah and history, Jewish Publication Society of America, Philadelphia 1974.
- Jewish people and Palestine: bibliophilic pilgrimage through five centuries, Harvard College Library. Hebrew Division, 1973.
- From Spanish court to Italian ghetto. Isaac Cardoso: a study in seventeenth-century Marranism and Jewish Apologetics, basierend auf der Thesis von 1966, Seattle 1971/1981.